# Амахтонська затока
Амахтонська затока (рос. Амахтонский залив) — затока на північному заході Тауйської губи Охотського моря між півостровами Онацевича (59°31′00″ пн. ш. 149°00′0.2″ сх. д. / 59.51667° пн. ш. 149.000056° сх. д.) і Старицького (59°30′ пн. ш. 150°50′ сх. д. / 59.500° пн. ш. 150.833° сх. д.), одна з найбільш мілководних заток Тауйської губи. На заході включає бухту Амахтон. В ній розташовані острови Шелікан, Непорозуміння, впадають ріки Тауй, Ойра, Яна. Територія Ольсьбкого району Магаданської області Російської Федерації. На узбережжі розташовані міста Тауйськ, Армань, Нижньоарманськ, Новостройка.
Горизонтальна амплітуда припливів тут найбільша й на окремих ділянках досягає метра і більше. Прибережні акумулятивні форми утворені переважно дрібногалько-гравійними, рідше піщаними фракціями, а прибережна частина дна акваторії — піщаними і супіщано-суглинними. 
Береги переважно низинні і слабо порізані. Висока та обривиста ділянка берега протяжністю близько 13 км знаходиться у північній частині затоки за 7,5 км на схід від гирла річки Яни. Тут, за 2—2,5 м від берегової лінії, тягнуться височини хребта Кам'яний.

## З історії
Американські китобійні судна вели промисел гренландських китів у затоці в 1850-х та 1860-х роках. Вони також торгували з корінним населенням молоком та рибою.